# باب السيوف (الحيمة الخارجية)

تعديل مصدري - تعديل

باب السيوف هي إحدى قرى عزلة سهام بمديرية الحيمة الخارجية التابعة لمحافظة صنعاء، بلغ تعداد سكانها 25 نسمة حسب تعداد اليمن لعام 2004.